# پوکی استخوان نوجوانی
پوکی استخوان نوجوانی (انگلیسی: Juvenile osteoporosis) نوعی پوکی استخوان است که در کودکان و نوجوانان رخ می‌دهد.
اصولاً پوکی استخوان پدیده‌ای نادر در سنین نوجوانی است و اگر رخ دهد، ثانویه به اختلالات دیگری است  که از آن میان می‌توان به اختلال استخوان‌زایی، راشیتیسم، اختلالات خوردن و آرتریت اشاره کرد. گاهی هیچ دلیل خاصی برای پوکی استخوان در این سن یافت نمی‌شود که در این صورت به آن «پوکی استخوان نوجوانی با علت نامشخص» می‌گویند و معمولاً خودبه‌خود برطرف می‌شود.
در ضمن، در صورت مواجهه با هرگونه شکستگی استخوانی مکرر، کودک‌آزاری باید مد نظر باشد.

## بیشتر بخوانید
- Manoj R. Kandol (2005). "Ch.14 Juvenile Osteoporosis". Clinical Aspects in Osteoporosis. Jaypee Brothers Publishers. pp. 427–. ISBN 978-81-8061-451-4. Retrieved 27 June 2013.
- Juvenile Osteoporosis - NIH Osteoporosis and Related Bone Diseases ~ National Resource Center